# June Christy
Shirley Luster (Springfield, 20 de noviembre de 1925 - Los Ángeles, 21 de junio de 1990), más conocida como June Christy, fue una cantante estadounidense de jazz. Se dio a conocer como cantante de la Stan Kenton Orchestra, antes de iniciar en 1954 una exitosa carrera en solitario que la llevó a ser reconocida como la voz más representativa del Cool Jazz de los años cincuenta."

## Biografía
Comenzó a cantar muy joven con una orquesta local durante sus años de instituto. Se trasladó a Chicago a comienzos de los años cuarenta, cambiándose el nombre a Sharon Leslie, donde se unió como vocalista a un grupo liderado por Boyd Raeburn. En 1945, tras enterarse de que la cantante Anita O'Day acababa de abandonar la orquesta de Stan Kenton, se sometió a una prueba para acceder a su puesto, que consiguió. A pesar de tener  similitudes con O'Day (físicas y vocales), la cantante -llamada ahora June Christy, encontró pronto su propio estilo que conjuntaba perfectamente con el de Kenton, tanto en los temas más innovadores ("Shoo Fly Pie and Apple Pan Dowdy", "Tampico") como en los estándares tradicionales arreglados intrincadamente por el director ("How High the Moon"). A medida que su popularidad crecía, el arreglista Pete Rugolo empezó a escribir teniendo su estilo en mente.
Cuando la orquesta de Kenton se disolvió en 1948, Christy trabajó en el circuito de nightclubs hasta reunirse de nuevo con Kenton en 1950 en su Innovations in Modern Music Orchestra, un modernísimo grupo de cuarenta músicos que realizó una gira por Estados Unidos. Por su parte, June había debutado de forma individual para Capitol el año anterior con un grupo liderado por su marido, el saxofonista de Kenton Bob Cooper.

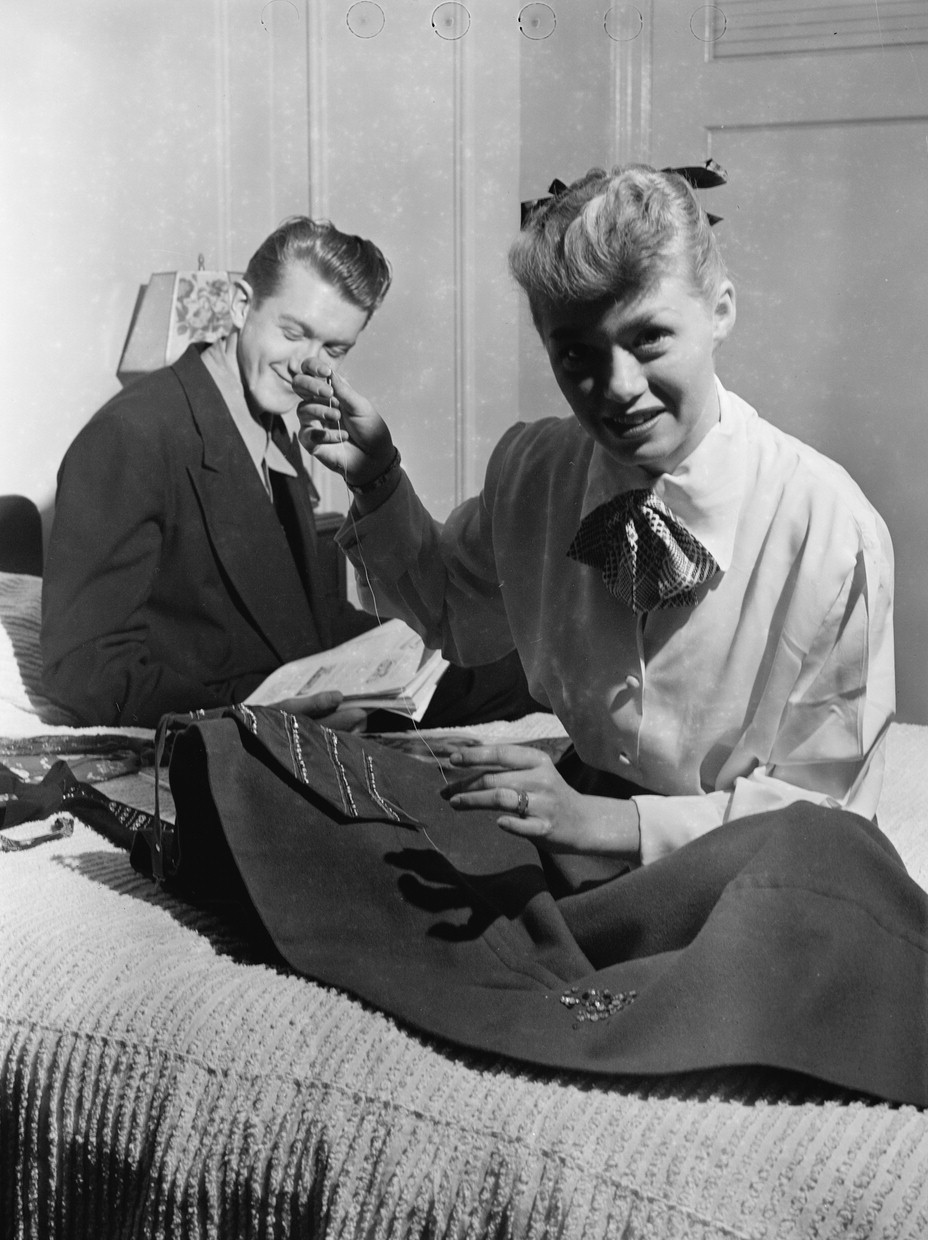
Bob Cooper y June Christy

El disco de debut de Christy para Capitol, Something Cool, de 1954, fue grabado con Rugolo como director de la orquesta. El disco lanzó el movimiento cool y tuvo un gran éxito, como el siguiente que haría, The Misty Miss Christy. Realizó un disco en 1955 a dúo con el piano de Kenton, y otros varios con músicos de Kenton y con Rugolo o Bob Cooper en la dirección de la orquesta. 
Christy se retiró en 1965 en parte debido a sus problemas con el alcoholismo. En 1972, participó en el Newport Jazz Festival en Nueva York, donde se reunió con la Kenton Orchestra. Tras esta actuación comenzó a participar en más festivales de jazz, formó parte también de una banda "all-star" de músicos representativos del West Coast jazz encabezada por Shorty Rogers, y tomó parte en varias giras internacionales.
Christy regresó a los estudios de grabación en 1977 para grabar un último álbum, Impromptu. En 1988 realizó su última actuación, compartiendo escenario con Chet Baker. Falleció en su casa en Sherman Oaks, California por insuficiencia renal el 21 de junio de 1990, a la edad de 64 años. Sus restos fueron incinerados y sus cenizas esparcidas en las costas de Marina Del Rey.

## Discografía
- 1947: Artistry in Rhythm - con Stan Kenton & His Orchestra (Capitol)
- 1950: Day Dream - (Capitol)
- 1953: Get Happy - (Capitol)
- 1954: Something Cool - (Capitol)
- 1955: Duet - (Capitol)
- 1955: The Misty Miss Christy - (Capitol)
- 1957: Fair and Warmer - (Capitol)
- 1957: Gone for the Day - (Capitol)
- 1958: This Is June Christy - (Capitol)
- 1958: June's Got Rhythm - (Capitol)
- 1958: The Song Is June! - (Capitol)
- 1959: Recalls Those Kenton Days - (Capitol)
- 1959: Ballads for Night People - (Capitol)
- 1959: Road Show (con Stan Kenton & The Four Freshmen) - (Capitol)
- 1960: The Cool School - (Capitol)
- 1960: Off-Beat - (Capitol)
- 1961: Do-Re-Mi (con Bob Cooper) - (Capitol)
- 1961: This Time of Year - (Capitol)
- 1962: Big Band Specials - (Capitol)
- 1963: The Intimate Miss Christy - (Capitol)
- 1965: Something Broadway, Something Latin - (Capitol)
- 1977: Impromptu (Interplay Records)